# Динково
Дѝнково е село в Северозападна България. То се намира в община Ружинци, област Видин.

## География
Село Динково е разположено на река Лом, на 19 km североизточно от Ружинци и на 20 km югозападно от град Лом. То е най-източната точка на Област Видин.

## История
Селото възниква с името Хасанова махала През 1881 година е преименувано на Борисово, а през 1950 година с Указ № 45 е преименувано на Динково в чест на комунистическия деец Господин Райков - Динко.
По време на колективизацията в селото е създадено Трудово кооперативно земеделско стопанство „Лисенко“ по името на съветския псевдоучен Трофим Лисенко.

## Население
Преброяване на населението през 2011 г.
Численост и дял на етническите групи според преброяването на населението през 2011 г.:
|                     | Численост | Дял (в %) |
| Общо                | 159       | 100,00    |
| Българи             | 108       | 67,92     |
| Турци               | 0         | 0,00      |
| Цигани              | 46        | 28,93     |
| Други               | 0         | 0,00      |
| Не се самоопределят | 0         | 0,00      |
| Неотговорили        | 3         | 1,88      |

## Личности
Господин Иванов Райков по прякор Динко е роден на 7 март 1899 г. в с. Хасанова махала (сега Динково). Поради липса на средства напуска училището в Лом и става кожухарски работник. Дружи с прогресивни младежи и през 1912 г. става член на БРСДП (т.с).
След Първата световна война се завръща от фронта в родното си село, създава партийна организация и е избран за неин секретар. Участва дейно в Септемврийското въстание през 1923 г. Въстаническата група, в която е и Господин Иванов – Динко, завзема селото и отива на помощ на с. Дреновец. Там той застава начело на въстаническия отряд и се отправя за с. Дъбова махала и гара Макреш. След завземането на Брусарци Динко заминава за Лом. Въстанието е потушено. Макар и тежко ранен, с помощта на други въстаници емигрира в Югославия. През пролетта на 1924 г. се завръща в България с Никола Аврамов – секретар на ОК на БКП в Лом. Цялото лято живеят в селото. Тук възстановяват партийната организация, заздравяват връзките между земеделци и комунисти. През ноември 1924 г. Динко и Никола Аврамов са принудени отново да заминат за Югославия, като носят със себе си сведения, писма и други материали. На 25 ноември осъмват над с. Раковица. Снегът ги издава и полицията ги обгражда. И двамата са тежко ранени, но старателно пазят последните куршуми за себе си. Динко със собствената си кръв написва на снега: „Да живее комунизма“, след което и двамата се самоубиват. Полицаите закачват телата им с куки и ги завличат в с. Раковица, за да всеят страх сред населението.

## Редовни събития
- Съборът на селото се провежда на 1 май.